# Atago (1887)
Atago (jap. 愛宕) – kanonierka japońskiej marynarki wojennej, trzeci okręt typu Maya. Wziął udział w wojnie chińsko-japońskiej i w wojnie rosyjsko-japońskiej; jako jedyny okręt swego typu został utracony w trakcie działań wojennych (wpadł na skały koło Portu Artura).

## Budowa i opis
Budowane w stoczniach japońskich kanonierki typu Maya były niewielkimi okrętami o mieszanej, żelaznej lub żelazno-stalowej, jak „Atago”, konstrukcji. Dla odróżnienia od innych jednostek swego typu „Atago” miał namalowany na burcie żółty pas. Okręty napędzały po dwie maszyny parowe podwójnego rozprężania o mocy 960 ihp (inne źródło: 700 hp); parę dostarczały dwa kotły cylindryczne, a dwie śruby nadawały prędkość 12 węzłów. Zapas węgla wynosił 60 t; kanonierki miały też pełne ożaglowanie typu szkuner. 
„Atago” zgodnie z pierwotnym planem był uzbrojony w ciężką armatę Kruppa 210 mm, o długości lufy 22 kalibry (L/22), jedną armatę 120 mm, L/22 i dwie sztuki broni maszynowej; okręt miał też taran.

## Służba
W czasie wojny chińsko-japońskiej, w lipcu 1894 patrolował wybrzeża koreańskie i eskortował japońskie transportowce. Podczas operacji przeciw Weihaiwei osłaniał lądowanie sił lądowych 18 stycznia 1895 (wraz z „Yaeyamą”, „Mayą” i „Iwaki”) i ostrzeliwał forty chińskie 29 stycznia i ponownie 7 lutego. W nocy 5 lutego, wraz z bliźniaczym „Chōkai” pozorował atak na północne wejście do portu, by odwrócić uwagę od torpedowców zbliżających się wejściem wschodnim. Nocny atak japońskich torpedowców doprowadził do zatopienia pancernika „Dingyuan” i uszkodzenia krążownika „Laiyuan”. Po kapitulacji Weihaiwei, „Atago” i „Chōkai” stacjonowały w porcie jako przedstawiciele japońskich sił okupacyjnych.
W czasie wojny rosyjsko-japońskiej okręt operował na Liao He razem z krążownikiem Tsukushi. Odwołany stamtąd, wszedł w skład zespołu mającego zapobiec próbom zaopatrywania oblężonego Port Artura i uczestniczył w przechwyceniu pełnego wojskowych zapasów chińskiego żaglowca „Fubing”, z adiutantem gen. Kuropatkina na pokładzie, na początku października 1904 roku. Podczas tych działań, 6 listopada „Atago” wpadł we mgle na skały na południowy zachód od portu, i zatonął na pozycji 38°24′N 120°55′E/38,400000 120,916667.